# Rhododendron bracteatum
Rhododendron bracteatum är en ljungväxtart som beskrevs av Alfred Rehder och Wilson. Rhododendron bracteatum ingår i släktet rododendron, och familjen ljungväxter. Inga underarter finns listade i Catalogue of Life.